# 下妻警察署
下妻警察署（しもつまけいさつしょ）は、茨城県警察が管轄する警察署の一つである。署長は警視。

## 所在地
- 〒304-0061　茨城県下妻市下妻丙733番地1

## 管轄区域
- 下妻市
- 結城郡八千代町

## 沿革
- 1877年（明治10年） - 下妻警察署を設置。
- 1968年（昭和43年） - 現庁舎建築
- 1984年（昭和59年） - 増改築
- 2000年（平成12年）4月4日 - 上妻駐在所が竣工[1]

## 組織
- 署長
- 副署長
- 警務課
  - 総合相談係
  - 被害者支援係
- 会計課
- 留置管理課
- 地域課
- 生活安全課
  - 銃刀係
- 刑事課
  - 鑑識係
- 交通課
- 警備課
  - 警備係

## 地区交番

### 八千代町
- 八千代地区交番（結城郡八千代町大字菅谷730-1）

## 駐在所

### 下妻市
- きぬ駐在所（下妻市鬼怒220）
- 上妻駐在所（下妻市半谷493-15）
- 高道祖駐在所（下妻市高道祖4656）